# Gertruda z Altenbergu
Gertruda z Altenbergu, właśc. niem. Gertrud von Hesse (ur. 29 września 1227 w Turyngii, zm. 13 sierpnia 1297 w klasztorze Altenberg k. Solms) – niemiecka norbertanka, ksieni i błogosławiona Kościoła rzymskokatolickiego.

## Życiorys
Urodziła się 29 września 1227 roku, a jej rodzicami byli Ludwik IV Święty i św. Elżbieta z Turyngii. Jej ojciec zmarł w drodze do Jerozolimy. Matka zabrała ją wówczas do klasztoru premonstratek (norbertanki) z Altenbergu koło Wetzlar w Hesji, gdzie później została zakonnicą. W 1248 roku mając zaledwie 21 lat została wybrana ksienią klasztoru.
Zmarła w opinii świętości. Pochowano ją w kościele klasztornym w Altenbergu.
Jej kult zatwierdził papież Klemens V w dniu 18 grudnia 1311, a potwierdził go Benedykt XIII w 1728 roku.